# Le Hézo
Le Hézo is een plaats en gemeente in Frankrijk, in Bretagne. Het ligt aan de oostelijke oever van de Golf van Morbihan.

## Geografie
De onderstaande kaart toont de ligging van Le Hézo met de belangrijkste infrastructuur en aangrenzende gemeenten.

## Demografie
Onderstaande figuur toont het verloop van het inwonertal, bron: INSEE-tellingen. 

1. ↑  Populations de référence 2022.